# Gianni Giacomini
Gianni Giacomini (Cimadolmo, 18 agosto 1958) è un ex ciclista su strada italiano. Campione del mondo in linea Dilettanti nel 1979 a  Valkenburg, partecipò ai Giochi olimpici di Mosca 1980 e fu poi professionista dal 1981 al 1982.

## Palmarès
- 1976 (Juniores)

Classifica generale Vöslauer Jugend Tour
- 1978 (dilettanti)

Coppa Mobilio Ponsacco
Campionati mondiali militari, In linea
10ª tappa Giro d'Italia dilettanti
- 1979 (dilettanti)

Coppa Fiera di Mercatale
Gran Premio di Poggiana
- 1980 (dilettanti)

Giro del Belvedere
Gran Premio Industria del Cuoio e delle Pelli
5ª tappa Giro delle Regioni (Prato > Bagno di Gavorrano)
6ª tappa, 2ª semitappa Giro delle Regioni (Civitavecchia > Civitavecchia)

## Piazzamenti

### Competizioni mondiali
- Campionati del mondo

Liegi 1976 - Cronometro a squadre Juniores: vincitore
Liegi 1976 - In linea Juniores: 4º
Nürburg 1978 - Cronometro a squadre Dilettanti: 6º
Valkenburg 1979 - Cronometro a squadre Dilett.: 7º
Valkenburg 1979 - In linea Dilettanti: vincitore
- Giochi olimpici

Mosca 1980 - Cronometro a squadre: 5º
Mosca 1980 - In linea: 18º